# المقيليبة
المقيليبة هي بلدة تتبع ناحية الكسوة في منطقة مركز ريف دمشق في محافظة ريف دمشق. ترتفع عن سطح البحر 730 م، تحيط بها القرى والبلدات التالية: مرانة - ديرخبية - الدوير، ومن الشرق مدينة الكسوة.

## التاريخ

### الثورة السورية
في يوم 8 آب (أغسطس) 2012، اقتحمت قوات نظام الأسد مدعومة بالدبابات البلدة، وذكر مجلس قيادة الثورة في ريف دمشق انشقاق عدد من العناصر عن قوات النظام قبل الاقتحام وحدوث اشتباكات بينهم، وأظهرت مقاطع مصوَّرة إحراق النظام عددًا من المنازل والسيارات، وأسفرت الحملة عن مقتل حمزة برغل وإصابة عدد من المدنيين واعتقال آخرين.
في شهر أيلول (سبتمبر) 2013، أعلن المرصد السوري مقتل 16 مدنيًا، من بينهم طفل، بالإضافة 14 مقاتلًا من الفصائل، على إثر تعرُّض البساتين الواقعة بين بلدتي الكسوة والمقيلبية للقصف من قبل قوات نظام الأسد.
في 6 مارس (آذار) عام 2014، ارتكبت قوات نظام بشار الأسد مجزرة راح ضحيتها خمسة أشخاص، وبينهم عائلة واحدة، وذلك بعد قصف مدفعي استهدف دوار مرانة. كما سقط العديد من الجرحى والمصابين.